# Мадибо, Ассим
Ассим Омер Аль Хай Мадибо (араб. عاصم ماديبو‎; 22 октября 1996, Доха, Катар) — катарский футболист, полузащитник катарского клуба «Аль-Духаиль» и национальной сборной Катара.

## Клубная карьера
Мадибо начал свою молодёжную карьеру в «Осере». В 2015 году окончил Академию Аспир в Катаре. В июле 2017 года Мадибо был отдан в аренду в клуб «Эйпен» на один сезон.

## Международная карьера
Родившись в Катаре в суданской семье, Мадибо мог представлять Катар или Судан. В конечном итоге Мадибо выбрал Катар.

## Достижения
«Аль-Духаиль»
- Чемпион Катара: 2016/17, 2019/20
- Обладатель Кубка эмира Катара: 2019
- Обладатель Кубка шейха Яссима: 2016

Катар (до 19)
- Обладатель Кубка Азии (до 19): 2014

Катар
- Обладатель Кубка Азии: 2019